# Hans Rebele
Hans Rebele (Monaco di Baviera, 23 gennaio 1943 – Monaco di Baviera, 5 gennaio 2023) è stato un calciatore tedesco, di ruolo attaccante.

## Carriera

### Club
Ha giocato nel campionato tedesco con il Monaco 1860 e in quello austriaco con l'SSW Innsbruck.

### Nazionale
Ha giocato la prima partita in Nazionale nel 1965 e la seconda e ultima nel 1969.

### Morte
È deceduto a Monaco di Baviera il 5 gennaio 2023 all'età di settantanove anni.